# Паррот, Джейкоб Уилсон
Джейкоб Уилсон Паррот (англ. Jacob Wilson Parrott; 17 июля 1843, Фэрфилд, Огайо — 22 декабря 1908, Кентон, Огайо) — первый награждённый медалью Почёта, новой военной наградой, представленной военным департаментом Соединённых штатов шести солдатам армии Союза, участвовавшим в великой паровозной гонке 1862 года во время Гражданской войны в США.

## Биография
Паррот — уроженец округа Фейрфилд, штат Огайо. В 1861 вступил в ряды армии США и был зачислен рядовым в роту К, 33-го пехотного полка штата Огайо. Участвовал в сражении у Ивовой горы. В апреле 1862 году он вызвался для участия в рейде вместе с 21 добровольцами (позднее получившими название «рейнджеры Эндрю», поскольку их командиром был Джеймс Дж. Эндрю). Отряд просочился через линии конфедератов и угнал паровоз «Генерал», но конфедераты захватили их. Паррота жестоко избивали 110 раз пытаясь заставить его говорить. Паррот и четырнадцать других пленников попытались бежать, но только шести из них удалось достичь северян. Позднее Паррот был обменян. Его привезли в г. Вашингтон, где встретил президента Абрахама Линкольна. Военный министр Эдвин М. Стэнтон вручил ему медаль Почёта. Остаток войны Паррот прослужил в армии Союза. В 1863 он получил звание второго лейтенанта, после битвы за Стоун-Ривер а в 1864 был произведён в первые лейтенанты.
Паррот вернулся в г. Кентон, штат Огайо, где стал столяром, изготавливал деревянные шкафы. Затем он организовал каменоломню к югу от Кентона. Паррот умер от сердечного приступа когда шёл домой от здания окружного суда Кентона. Его похоронили на кладбище Гроув на дороге штата № 309, на восточной окраине Кентона.

## Наградная запись к медали Почёта
Наградная запись к медали Почёта:
Ранк и часть:
Рядовой, рота К, 33-й пехотный полк Огайо. Место и дата: Джорджия, апрель 1862. Поступил на службу: в округе Нардин, штат Огайо. Родился: 17 июля 1843 года, округ Фэйрфилд, штат Огайо. Дата выпуска 25 марта 1863 года.
Цитата:
Один из 19 из 22 человек (включая двоих гражданских), которые выполняя указание генерала Митчелла (или Бьюелла) проникли примерно на 200 миль на вражескую территорию и захватили железнодорожный поезд у Биг Шанти (Джорджия) в попытке разрушить мосты и пути между Чаттанугой и Атлантой.
Оригинальный текст (англ.)
Medal of Honor citation
Rank and Organization:
Private, Company K, 33d Ohio Infantry.
Place and date: Georgia, April 1862.
Entered service at: Hardin County, Ohio. Birth: July 17, 1843, Fairfield County, Ohio.
Date of issue: March 25, 1863.
Citation:
One of the 19 of 22 men (including 2 civilians) who, by direction of Gen. Mitchell (or Buell) penetrated nearly 200 miles south into enemy territory and captured a railroad train at Big Shanty, Ga., in an attempt to destroy the bridges and tracks between Chattanooga and Atlanta
.— 

## Образ в культуре
- 1956 — «Крутой маршрут» (х/ф, США) — Пэрротта сыграл Клод Джарман.